# Hannah Ferguson
Hannah Ferguson (San Ángelo, 5 de mayo de 1992) es una modelo estadounidense.

## Vida y carrera
Los padres de Ferguson se conocieron cuando ambos servían en la Marina de Estados Unidos. Después de graduarse, ganó el concurso Kim Dawson Model Search y se transladó a Dallas para empezar una carrera. Después de seis meses, se mudó a Nueva York.
Ha aparecido en la versión de 2014, 2015, 2016, y 2017 de Sports Illustrated Swimsuit Issue. También ha figurado en la revista GQ. Ferguson apareció en anuncios de Carl's Jr. y Triumph International.
En 2017, Ferguson desfiló para Max Mara, Alberta Ferretti y Moschino en el Milan Fashion Week abrió para Philipp Plein. En 2018, desfiló para Chloé, Dolce & Gabbana y Chanel. Ferguson también apareció en campañas de Chanel Beauty y la fragancia de Jimmy Choo, Fever y apareció en portadas de Vogue Tailandia, Elle (Brasil, Portugal), Harper's Bazaar Ucrania y Numéro Rusia.